# Barbara Sienkiewicz (literaturoznawczyni)
Barbara Zofia Sienkiewicz – polska literaturoznawczyni, profesor nauk humanistycznych.

## Życiorys
W 1988 obroniła pracę doktorską pt. Literackie „teorie widzenia”, której promotorem był prof. Edward Balcerzan, w 2000 habilitowała się na podstawie pracy zatytułowanej Między rewelacją a repetycją. Od Przybosia do Herberta. W 2009 uzyskała tytuł profesora nauk humanistycznych.
Pracuje na Uniwersytecie im. Adama Mickiewicza w Poznaniu.